# 拟大管鼻蝠
拟大管鼻蝠（学名：Murina rubex）为蝙蝠科管鼻蝠属的动物。分布于印度、台湾岛以及中国大陆的西藏等地，主要生活于树林以及家舍。该物种的模式产地在印度。